# Arisaema parisifolia
Arisaema parisifolia là một loài thực vật có hoa trong họ Ráy (Araceae). Loài này được J.Murata mô tả khoa học đầu tiên năm 2005.